# 스위티 (대한민국의 혼성 그룹)
스위티는 대한민국의 8인조 혼성 음악 그룹이다. 2008년 싱글 [So Sweet]로 데뷔했다.

## 음반
- So Sweet (2008)
- Winter Story (2008)
- 2009 Bling Bling Winter (2009)